# Herbert Schicke
Herbert Schicke (* 19. August 1931 in Kraschen; † 30. März 1992) war ein deutscher Landwirt und Politiker (CDU, bis 1990 DBD). Er war Mitglied des Sächsischen Landtages.

## Leben
Herbert Schicke studierte an der Landwirtschaftlichen Fachschule in Meißen. Sein Staatsexamen legte er im Jahr 1960 ab. Schicke war Genossenschaftsvorsitzender der LPG Oppitzsch und der LPG Herzogswalde im Kreis Freital.
Herbert Schicke wurde 1958 Mitglied der DBD. Ab 1962 war er Kreisvorstandsmitglied und ab 1965 Kreisvorsitzender der DBD in Freital sowie ab 1968 Mitglied des Parteivorstandes. Ab 1970 war er Kreistagsabgeordneter.
Nach der Wende und friedlichen Revolution wurde er 1990 Mitglied der CDU. Im Oktober 1990 zog er über die Landesliste der CDU Sachsen in den Sächsischen Landtag ein. Dort war er Mitglied im Ausschuss für Landwirtschaft, Ernährung und Forsten. Schicke wurde eine Tätigkeit als Inoffizieller Mitarbeiter nachgewiesen und 1991 von seiner Fraktion zum Rücktritt bewegt. Sein Mandat legte er am 19. Juli 1991 nieder, einige Monate später nahm er sich das Leben. Nach Angaben von Landtagspräsident Erich Iltgen beging er Selbstmord am 30. März 1992 im Alter von 60 Jahren, nachdem er nach dem Ausscheiden aus dem Parlament in eine finanzielle Notlage geraten war.
Schicke war römisch-katholisch, verheiratet und Vater eines Kindes.